# Ekonomični poenostavljeni vrelovodni reaktor
Ekonomični poenostavljeni vrelovodni reaktor (ang. Economic Simplified Boiling Water Reactor - ESBWR) je pasivno varni vrelovodni reaktor 3. generacije. ESBWR je baziran na predhodnikih Simplified Boiling Water Reactor (SBWR) in  Advanced Boiling Water Reactor (ABWR). ABWR, SBWR in ESBWR so vsi dizajni podjetja GE Hitachi Nuclear Energy (GEH). 
Termalna moč ESBWR je 4500 MWth, električna pa 1,575-1,600 MWe, izkoristek pa okrog 35%
ESBWR lahko v primeru nesreče ostane stabilen 72 ur brez človeškega posredovanja in tudi brez električne energije.